# Hardcore Homecoming
Hardcore Homecoming foi uma série de eventos de wrestling profissional, que foram anunciados como uma reunião de ex-wrestlers da falida Extreme Championship Wrestling.
A tour teve como booker e promotor, o wrestler Shane Douglas (um ex-ECW World Champion) e Jeremy Borash em 2005. Foram 4 eventos no total, em lutas do estilo hardcore wrestling.

## Participantes
Entre os principais participantes destes quatro eventos, destacam-se os apresentados a seguir: 
- 1º evento
  - Raven, The Sandman, Sabu, Shane Douglas, Terry Funk

- 2º evento
  - Dudley Boyz (Brother Ray e Brother Devon), Raven, Rhino, Shane Douglas, Sabu, Balls Mahoney e Justin Credible

- 3º evento
  - Balls Mahoney, Jerry Lynn, Shane Douglas, The Sandman, Sabu e Justin Credible

- 4º evento
  - Balls Mahoney, Shane Douglas, Sabu, Dudley Boyz, Terry Funk e Matt Hyson

## Documentário
Foi lançado um documentário produzido pela Big Vision Entertainment com entrevistas durante o primeiro show da Hardcore Homecoming, denominado Forever Hardcore. O documentário teve boa recepção no país.